# Pave Marcellus 2.
Pave Marcellus 2. (6. maj 1501 – 1. maj 1555) var pave fra d. 9. april 1555 til sin død 1. maj samme år.